# Инской (Буготакский сельсовет)
Инской — посёлок в Тогучинском районе Новосибирской области. Входит в состав Буготакского сельсовета.

## География
Площадь посёлка — 15 гектаров.

## Население
| 2002 | 2007 | 2010 |
| ---- | ---- | ---- |
| 164  | ↘163 | ↘149 |

## Инфраструктура
В посёлке по данным на 2007 год отсутствует социальная инфраструктура.